# Лайнерт, Ян
Ян Лайнерт (в.-луж. Jan Lajnert; 22 мая 1892 года, Ракецы, Германия — 14 ноября 1974 года, деревня Розводецы, ГДР) — серболужицкий писатель, поэт и педагог.

## Биография
Родился 22 ноября 1885 года в городе Ракецы (Кёнигсварта). В 1909 году окончил среднюю школу в селе Войерецы (Хойерсверда), после чего поступил в педагогическое училище в городе Рухбах, где обучался до 912 года. Потом работал учителем в Шварцвальде. В 1913—1914 года был учителем в деревне Холи, с 1915 года — в Бела-Воде, с 1915 года по 1921 год — в Горне-Козлы, с 1922 года по 1933 год — в Дельни-Вуйезде. Познакомившись с Якубом Лоренц-Залеским и Якубом Скалей, стал публиковать свои произведения в сербодужицкой газете «Serbski dźenik». Основал в деревне Дельни-Вуйезд сельский хор «Zahrodka». Пел в основанном Бярнатом Крауцем хоре «Lumir». Принимал активное участие в деятельности серболужицкого спортивного общества «Сербский Сокол» и народном серболужицком театре. В 1923 году издал свою первую книгу «Serbska hola». В 1923 году вступил в культурно-просветительскую организацию «Матица сербская».
В 1935 году был выслан нацистскими властями из Верхней Лужицы и работал до 1939 года в деревне Пархвитц. В 1940 году его переселили в Польшу, в которой находился до апреля 1945 года, когда был направлен советский лагерь перемещённых лиц около Киева. В октябре 1945 года возвратился на родину. С 1946 года по 1950 год работал научным сотрудником и директором Серболужицкого педагогического института в Радворе (Радибор). С 1951 года по 1960 год был школьным инспектором и учителем в деревне Бочецы.
В 1965 году вышел на пенсию. Скончался 14 ноября 1974 года в деревне Розводецы.

## Сочинения
- Serbska hola, 1923;
- Wyskow sapy, sylzow kapy, Budyšin 1928;
- Rostlinske mjena. Serbske. Němske. Łaćanske. Rjadowane po přirodnym systemje. Volk und Wissen Volkseigener Verlag Berlin (1954)
- Šěrik, měrik, bałdrijan, поэтический сборник, Budyšin 1962;
- Žana chójna přewysoka, Budyšin 1963;

Посмертное издание
- Žana chojna přewysoko. Budyšin, 1975

## Награды
- Лауреат литературной премии культурно-просветительской организации «Домовина» (1962);